# Lats

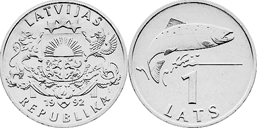
Monedă

Lats (subunități: santīms) a fost unitatea monetară oficială a Letoniei din 1993 până la 31 decembrie 2013. Codul ISO oficial este LVL.
La 1 ianuarie 2014 moneda lats a fost înlocuită cu moneda europeană euro.

## Rata de conversie
Lats a fost legat de euro începând de la 1 ianuarie 2005: 1 euro = 0,702 804 LVL 
Mecanismul European al Ratelor de Schimb prevedea menținerea acestei rate de schimb cu o marjă de 15% (menținută la 1% de către Banca Letoniei). Lats-ul a fost în mod oficial înlocuit de euro la 1 ianuarie 2014, după decizia formală a Consiliului Uniunii din vara lui 2013.